# Jahuiques
Jahuiques är en ort i Mexiko.   Den ligger i kommunen Valle de Santiago och delstaten Guanajuato, i den centrala delen av landet, 230 km väster om huvudstaden Mexico City. Jahuiques ligger 1 806 meter över havet och antalet invånare är 210.
Terrängen runt Jahuiques är kuperad norrut, men söderut är den platt. Runt Jahuiques är det ganska tätbefolkat, med 108 invånare per kvadratkilometer. Närmaste större samhälle är Valle de Santiago, 14,2 km norr om Jahuiques. Trakten runt Jahuiques består till största delen av jordbruksmark.